# 怪獸能量飲料
魔爪能量饮料（英語：Monster Energy），是一种功能饮料，由美国怪物飲料公司于2002年4月研发，最初只在美國銷售，后扩展至其它国家。根据2019年3月的数据，魔爪在美国拥有35%的市场份额，仅次于市场份额第一位的红牛能量饮料。
魔爪除了自身的产品营销外，还因其对极限运动及赛车运动的赞助为人所知。

## 成分及口味
魔爪能量饮料在北美共贩售39种口味，除核心产品黑罐魔爪之外，还包括无糖的魔爪超越（Monster Ultra）以及混合茶或果汁成分的口味。
在中国目前销售的魔爪共有6种口味，除黑色罐装的核心产品普通魔爪外，还包括白色/橙色/绿色包装的无糖版魔爪超越（白色为原味，橙色“Ultra Sunrise日出超越”为柑橘口味，绿色“Ultra Paradise超越仙境”为奇异果苹果混合果味）、蓝色罐装的芒果口味“芒果狂欢”及粉色包装的百香果番石榴口味“Pipeline Punch管浪潘趣”。除上述产品外，魔爪还曾在中国销售黄色包装且混合茶成分的柠檬味“魔爪龍茶”及金色包装的“魔爪龍之金”两款产品。
其在美国售卖的24 US fl oz（710 ml）版本咖啡因含量達每罐240毫克，是12 US fl oz（350 ml）可口可乐的7倍。但是中国的版本咖啡因含量略有减少，为28mg/100mL，合每12 US fl oz（350 ml）罐93毫克。在魔爪包装上通常都会标明每日的饮用量：如中国会标注为“饮用方法：开罐即饮，每日一罐”。且在中国部分超市中，魔爪与红牛会被一同当做保健食品售卖。
中国版本每12oz罐含牛磺酸179mg。

## 市场扩展

### 中国大陆
魔爪于2016年以「魔爪能量风味饮料」之名正式进入中国大陆，由中粮可口可乐公司代理，但授权方为“猛事特饮料（上海）有限公司”。同年，魔爪开始在中粮可口可乐下属的湖南省长沙市、四川省成都市工厂最先进行本地化生产，随后生产范围扩展至中粮可口可乐位于北京及大连等地的工厂。不过其在中国大陆的市场销售情况并不如红牛理想。

### 台湾
2017年魔爪以「魔爪能量碳酸飲料」的名稱進入台灣，進口商取名叫「台灣猛事特能量有限公司」。

## 争议事件
2012年，一名14岁女孩於24小时之内飲用兩罐此牌能量飲料之後死亡的事件遭曝光。美國食品藥品監督管理局亦披露曾接獲至少五宗因饮用魔爪而导致死亡的報告及一宗心脏病報告。

## 體育運動的贊助

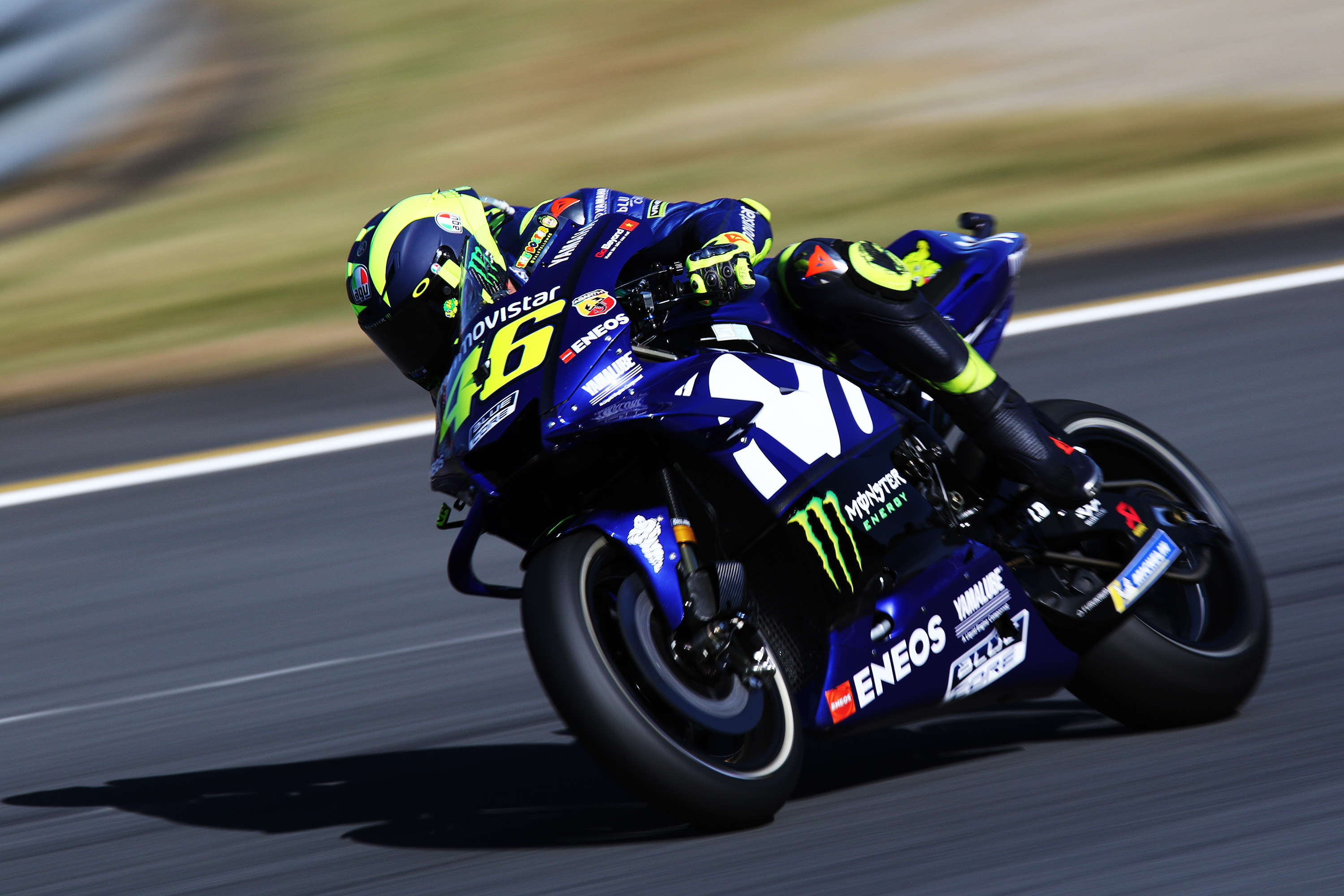
Moto GP車手瓦伦蒂诺·罗西的赛车含有魔爪标志（拍摄于2018年日本大獎賽上）

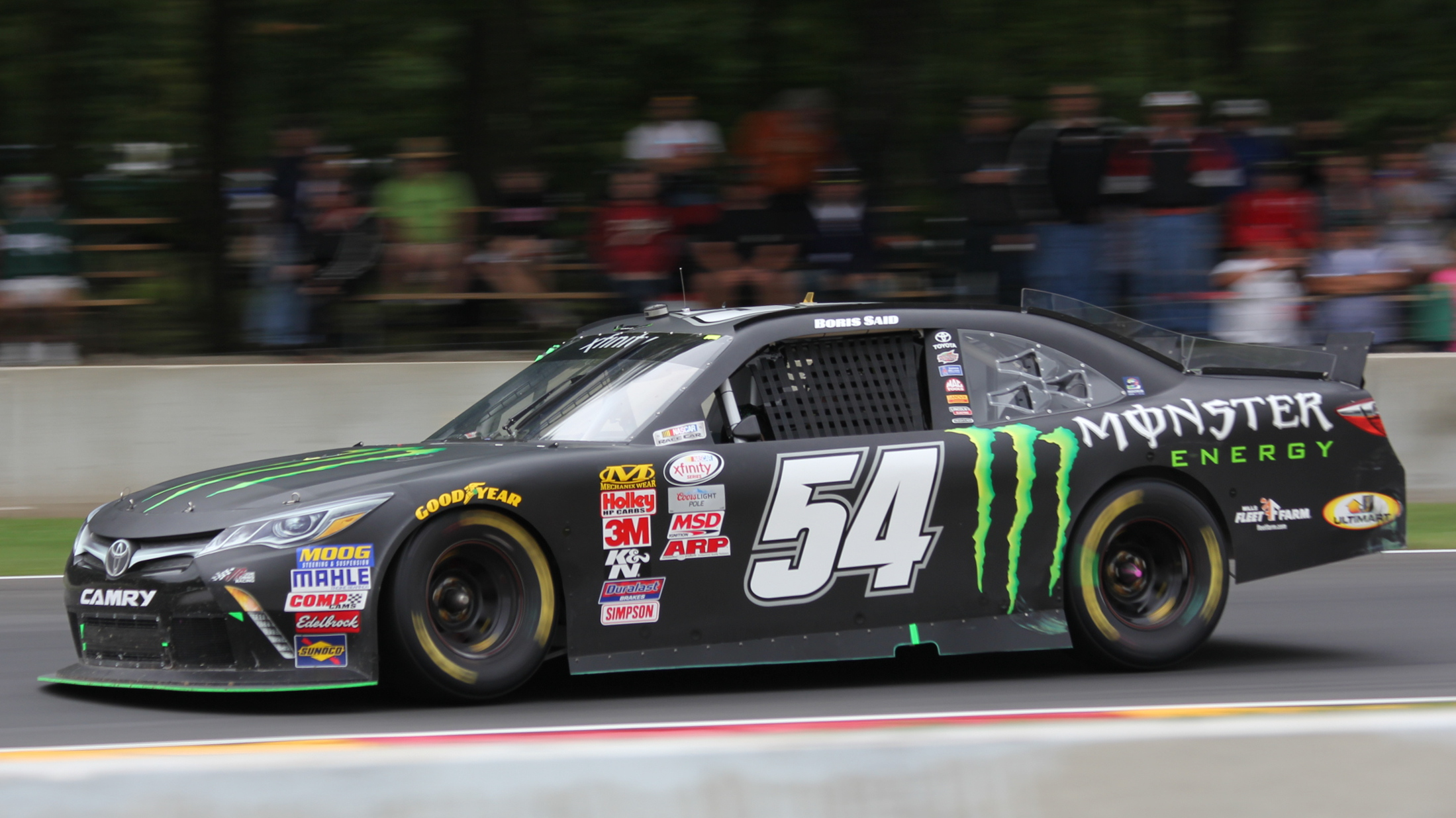
曾由魔爪赞助的54号赛车，正在纳斯卡二级赛事出战（2015年）

魔爪以贊助許多極限運動項目而聞名，例如Bellator MMA、终极格斗冠军赛、Moto GP、越野摩托錦標賽、全國運動汽車競賽協會，Skateboarding滑板運動和單板滑雪以及電競。
在赞助极限项目的同时，魔爪也赞助多个赛车项目及车手。
2016年12月，魔爪宣布取代Sprint成為NASCAR的新冠名贊助商，但2019年4月NASCAR拒绝了魔爪试图延长冠名赞助合同的提议，转而为旗下各个赛事寻找不同的冠名赞助。但魔爪目前依然在NASCAR赛场作为库尔特·布施及他的加纳西车队1号赛车的个人赞助商。
魔爪目前是F1赛事迈凯伦车队的官方赞助商，同时与刘易斯·汉密尔顿保留个人赞助协议（魔爪商标仅在头盔及赛车制服上出现）。2009年至2023年，魔爪曾赞助布朗车队及随后对布朗车队完成收购的梅赛德斯奔驰AMG马石油车队。
魔爪贊助的車隊於世界拉力錦標賽及金卡納出賽，其主要車手為肯·布萊克。
魔爪于2019年起成为MotoGP雅马哈車隊冠名贊助商，2019年車隊也因此改名為「Monster Energy Yamaha MotoGP」。除此之外，魔爪也是瓦伦蒂诺·罗西的个人赞助商。
Monster Energy從2021賽季開始加入鈴木MotoGP車隊，作為冠名贊助商。
由于魔爪在赛车领域的赞助因素，其所赞助的车队及车手有商业合作的机会。2019年12月，Moto GP車手瓦伦蒂诺·罗西就曾与F1车手刘易斯·汉密尔顿在魔爪组织的商业活动上互换座驾。

## 外部連結
- 官方網頁 （页面存档备份，存于）